# جبري (خورموج)
جبري (بالفارسية: جبری) هي قرية تقع في إيران في قسم خورموج الريفي. يقدر عدد سكانها بـ 15 نسمة بحسب إحصاء 2016.